# Lilian Bach
Lilian Bola Bach (Sinh vào những năm 1970) là tên của một nữ diễn viên người Nigeria.

## Lí lịch
Bà được sinh ra ở đảo Lagos, bang Lagos. Bà là người lai do mẹ bà là người Yoruba và cha bà là người Ba Lan. Do tính chất công việc của cha mình, bà phải sống ở nhiều nơi khác nhau trong suốt những năm đầu đời. Bà học tại trường quân đội cho trẻ em (Arny Children's School) ở Port Harcourt và trường trung học Idi Araba ở bang Lagos. Bà học ngành nghệ thuật sân khấu trong một thời gian ngắn ở trường đại học Lagos.

## Sự nghiệp
Bà bắt đầu sự nghiệp của mình với vai trò là người mẫu vào những năm 1990. Bà Lilian cũng từng tham gia cuộc thi hoa hậu của Nigeria và góp mặt vào một số quảng cáo truyền hình. Vào năm 1997, bà bắt đầu làm diễn viên trong các bộ phim của Nollywood (Nền công nghiệp phim ảnh của Nigeria) và những thể loại phim Anh ngữ.

## Phim ảnh
Dưới đây là những bộ phim mà nữ diễn viên này góp mặt:
- High Blood Pressure (Năm 2010)
- Angels of Destiny (Năm 2006)
- Angels of Destiny 2 (Năm 2006)
- The Search (Năm 2006)
- The Search 2 (Năm 2006)
- The Search 3 (Năm 2006)
- Joshua (Năm 2005)
- Joshua 2 (Năm 2005)
- Mi ose kogba (Năm 2005)
- Mi ose kogba 2 (Năm 2005)
- A Second Time (Năm 2004)
- Big Pretenders (Năm 2004)
- Broken Edge (Năm 2004)
- Broken Edge 2 (Năm 2004)
- Columbia Connection (Năm 2004)
- Columbia Connection 2 (Năm 2004)
- Douglas My Love (Năm 2004)
- Douglas My Love 2 (Năm 2004)
- London Forever (Năm 2004)
- Lost Paradise (Năm 2004)
- Ògìdán (Năm 2004)
- Ògìdán 2 (Năm 2004)
- Ready to Die (Năm 2004)
- Ready to Die 2 (Năm 2004)
- The Cartel (Năm 2004)
- The Cartel 2 (Năm 2004)
- True Romance (Năm 2004)
- True Romance 2 (Năm 2004)
- Magic Love (Năm 2003)
- Market Sellers (Năm 2003)
- Market Sellers 2 (Năm 2003)
- Mother's Help (Năm 2003)
- Not Man Enough (Năm 2003)
- Not Man Enough 2 (Năm 2003)
- Outkast 2 (Năm 2002)
- Married to a Witch (Năm 2001)
- Outkast (Năm 2001)